# Алтуховы
Алтуховы (Олтуховы) — древний русский дворянский род.
Род внесён в дворянскую родословную книгу Саратовской, Тульской и Воронежской губерний.

## История рода
Пётр Истомин Олтухов владел поместьем в Орловском, а Роман Алтуфьевич в Рязанском уездах (1594). Андрей Матвеевич в начале XVII века служил в детях боярских по Епифани. Ливенский помещик Наум Михайлович убит татарами (1618). Матвей Савинович за московское осадное сидение (1618) получил вотчину в Болховском уезде (1625). Алексей и Григорий Михайловичи владели поместьями в Усманском уезде (1627—1629). Андрос Михайлович вёрстан новичным окладом по Епифани (1637). Савелий Алтухов служил в детях боярских по Ефремову, Михаил Алексеевич, Севастьян Афанасьевич и Родион Васильевич служили в детях боярских по Воронежу (1670). Афанасий Алтухов жилец (1697).
Девять представителей рода владели населёнными имениями (1699).